# E il Casanova di Fellini?
E il Casanova di Fellini? è un film del 1975 diretto da Gianfranco Angelucci e Liliane Betti prodotto dalla RAI.

## Trama
Federico Fellini si aggira per Cinecittà sottoponendo colleghi ed amici ad un provino per un film su Casanova.